# Salah Khalaf
Pour les articles homonymes, voir Khalaf.
Ne doit pas être confondu avec Abou Iyadh.
Salah Khalaf (en arabe : صلاح خلف), aussi connu sous le nom d'Abou Iyad, est né en 1933 à Jaffa et mort assassiné le 14 janvier 1991 par un garde palestinien en Tunisie, du fait de son soutien supposé à la lutte de la CIA contre l'organisation d'Abou Nidal. Il est l'un des fondateurs du Fatah et l'ancien numéro deux de l'Organisation de libération de la Palestine.

## Biographie
Il a été membre du groupe Najjada fondé par son directeur d'école Muhammad al-Hawari. En 1948, il quitte Gaza pour Le Caire. Au début des années 1950, il fait ses études au Caire et fait la connaissance de Yasser Arafat lors d'un meeting de l'Union des Étudiants Palestiniens à Al-Azhar (où il étudiait la littérature). Il est à cette époque proche des Frères musulmans.
Parti enseigner au Koweït en 1959, il participe à la fondation du Fatah avec Yasser Arafat (Abou Ammar), Farouk Kaddoumi (Abou Loutof) et Khalil al-Wazir (Abou Jihad) en prenant pour nom de guerre Abou Iyad (traduction : « Père de Iyad », son fils ainé). De fin 1967 à octobre 1970, il est responsable des services de renseignements et de contre-espionnage de l’OLP.
Il entretient également de bons rapports avec les organisations plus à gauche comme le Front populaire de libération de la Palestine (FPLP) et le Front démocratique pour la libération de la Palestine (FDLP). Il joue un rôle essentiel dans l’élaboration du programme de 1968 proposant aux israëliens qui rompraient avec le sionisme d’édifier avec eux un État démocratique multiconfessionnel sur toute la Palestine. À la suite de la rupture avec le roi Hussein en 1970-1971, il devient chef de l'organisation Septembre noir[réf. nécessaire].
À la suite de la guerre du Kippour, il renonce aux « opérations extérieures », engage son organisation sur le chemin de la recherche d’une solution politique et accepté l’idée d’un mini-État palestinien en Cisjordanie et Gaza, avec Jérusalem pour capitale. Il redevient ensuite responsable des services de renseignements et de contre-espionnage de l’OLP. Il est alors considéré comme le « numéro deux » de l’OLP, derrière Yasser Arafat.
En 1985, Abou Iyad, avec Abou Ammar (Yasser Arafat), tente une rencontre avec Shimon Peres via la France. Le 5 janvier 1989, dans une interview au journal saoudien Okaz, il déclare : « L'organisation rejette tout changement de l'article 19 de notre Charte » (voir Charte nationale palestinienne).
Il est assassiné le 14 janvier 1991 à Carthage, dans la banlieue de Tunis, avec Abou Mohammed (Faqri Al-Oumari) et Aboul Hol (Hayel Abdul Hamid) par une rafale de kalachnikov tirée par Hamza Abou Zeïd, un garde du corps de ce dernier, qui était membre du groupe d’Abou Nidal (le Fatah-Conseil Révolutionnaire, mouvement dissident palestinien de tendance dure qui considérait que le Fatah avait trahi la cause palestinienne). Sabri al-Banna, connu sous le nom de guerre d'Abou Nidal, serait le commanditaire de cet assassinat. Abou Iyad se montrait très critique envers cette organisation, estimant qu'elle « servait consciemment ou inconsciemment » les intérêts d’Israël et qu’elle avait fait plus de mal à la cause palestinienne qu’aux « ennemis sionistes » qu’elle prétendait combattre.
Selon l'historien palestino-américain Rashid Khalidi, le groupe d'Abou Nidal aurait assassiné Abou Iyad « sans aucun doute » (« undoubtedly ») sur ordre de Saddam Hussein. En effet, Abou Iyad était le seul haut responsable de l'OLP qui tentait (sans succès) de convaincre Arafat de ne pas soutenir l'invasion du Koweït par l'Irak. L'assassinat d'Abou Iyad survient trois jours avant le déclenchement de l'opération Tempête du désert et les premières frappes américaines contre l'Irak.

## Citations
Citations de Abou Iyad tirées du livre d'entretiens avec Éric Rouleau Palestinien sans patrie :
- « Le lecteur jugerait mal l'impatience des Palestiniens à récupérer leur patrie s'il ne mesurait pas l'étendue de leur détresse. L'exil en soi est déjà une douleur que seuls ceux qui l'ont éprouvée sont capables de comprendre. Le malheur en est plus grand quand la perte d'un foyer est suivie de la séparation de ceux que l'on aime. Rares sont les familles palestiniennes qui n'ont pas éclaté en se dispersant, par nécessité dans divers pays. »
- « À tous ceux qui s'interrogent sur la pertinence de la présence des fedayins dans la montagne libanaise, j'affirme que la route de Jérusalem passe par Ouyoun el Siman, Antoura et Jounieh. »